# Trichoniscoides dubius
Trichoniscoides dubius är en kräftdjursart som först beskrevs av Arcangeli 1935H.  Trichoniscoides dubius ingår i släktet Trichoniscoides och familjen Trichoniscidae. Inga underarter finns listade i Catalogue of Life.